# 双光子物理学

双光子散射的费曼图：一个光子受到另一个发生瞬时真空电荷涨落的光子影响而发生散射。

双光子物理（Two-photon physics）（又称双伽马物理）是粒子物理学中描述两个光子间相互作用的一个分支。一般来说，光束在发生交叉时并不会发生扰动。在一些特定的光学材料中，如果光束的强度足够高，那么这些光束就可以通过一系列的非线性效应彼此影响。在纯真空的环境中，如果双光子系统的质心能量足够大，那么就会发生由光引起的较弱的光散射。另外，如果该能量高于某一阈值，部分能量就会转化为新的物质。

## 天文学现象
由于双光子散射的原因，可观测的伽马射线谱的能量都会低于80 TeV。造成散射的光子通常来自宇宙微波背景辐射。在两个光子的不变质量静止的参考系中，两个光子都是具有足以产生电子-反电子对能量的γ射线。

## 实验研究
双光子物理学可以借助高能粒子对撞机来进行研究，其中加速的粒子并不是光子本身，而是可以辐射光子的带电粒子。歐洲核子研究組織的大型電子正子對撞機曾进行过相关研究。如果横向动量发生移动且挠度足够大时，所产生的电子中的一个甚或是两个都有可能被探测到。另外一些在相互作用中产生的粒子会被大型粒子探测器追踪，以重建相互作用的整体过程。
双光子相互作用还常通过像金、铅这样的重离子发生的超周边碰撞来研究。在这种碰撞中，发生碰撞的离子的核并不会相互接触，也就是说撞击参数{\displaystyle b}会比核半径之和要大。构成核子的夸克间的强相互作用会被大大压缩，使得较弱的电磁{\displaystyle \gamma \gamma }相互作用更易被观察到。
由光引起的光散射到目前为止尚没有被直接观测到。截至2012年，有关弹性光子-光子散射截面约束最好的观测结果是由PVLAS得到的，其报告的上限远高于标准模型的预测。有些研究者提议利用大型强子对撞机在强电磁场中观测弹性散射。所观测到的远大于标准模型预期的散射截面可能是軸子这样的目前仍是假想模型的粒子导致的。

## 散射过程
依据量子电动力学，由于不带电荷，光子间并不能直接耦合，但它们可以通过更为高阶的过程发生相互作用。一个光子可以在不确定性原理所要求的范围内涨落成为费米子-反费米子对，并由此与另一个发生此过程的光子耦合。其中的费米子可以是轻子或夸克。因而双光子物理学的实验可以用来探测光子的结构。
散射可以通过以下三种过程进行：

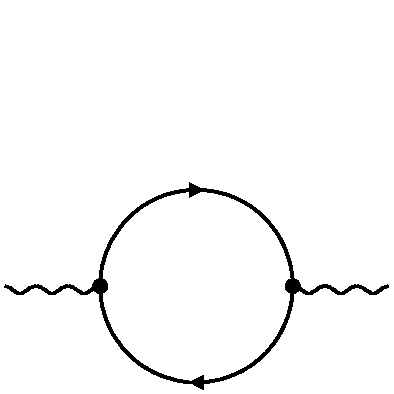
光子发生涨落转化为费米子-反费米子对过程的费曼图。

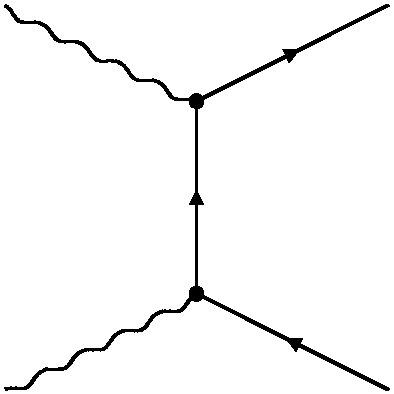
双光子发生直接的相互作用时所产生的费米子-反费米子对。

- “直接散射”或“类点散射”：光子与靶光子内部的夸克直接耦合。[3]如果这一过程产生的是轻子-反轻子对，那么相关过程只利用量子电动力学就能解释，但如果产生的是夸克-反夸克对，那么其还需要微扰量子色动力学才能解释。[4][5]光子内部的夸克构成可以通过光子结构函数（英语：photon structure function）来描述。实验上，这个函数可以通过高度非弹性电子-光子散射来进行分析。[6][7]
- “单分解散射”：靶光子的夸克对形成矢量介子（英语：vector meson）。探针光子与这个介子的组分耦合。
- “双分解散射”：靶光子与探针光子都形成矢量介子，由此引起两个强子间的相互作用。

对于后两种情况，相互作用的强耦合常数都较大。这种现象叫作“矢量介子主导”，是非微扰量子色动力学的一种模型。